# Delage Type D.8.105

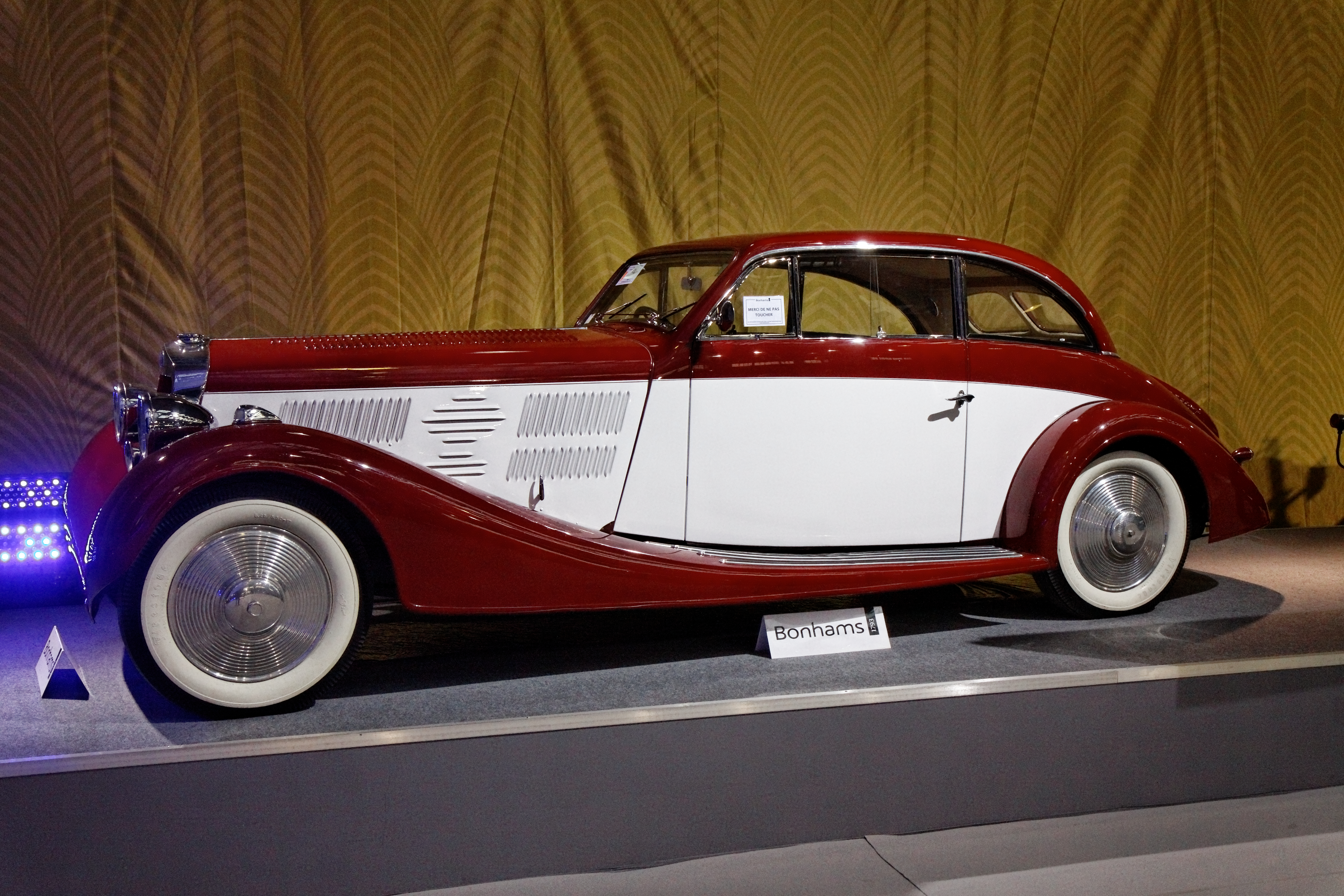
Seitenansicht während einer Versteigerung 2012. Die hinteren Radabdeckungen fehlen im Vergleich zum früheren Foto.

Der Delage Type D.8.105 war ein Pkw-Modell der französischen Marke Delage. Es gibt auch die Schreibweisen Delage Type D-8 105 und Delage Type D8 105. Die 105 stand für die Motorleistung von 105 PS.

## Beschreibung
Der nationalen Zulassungsbehörde wurde das Fahrzeug mit der Nummer 39940 vorgeführt. Die Genehmigung wurde am 17. November 1934 erteilt. Delage bot das Modell von 1934 bis 1935 an. Vorgänger war der Delage Type D.6. Nachfolger wurde der Delage Type D.6.80 B. Konstrukteur war Léon Michelat.
Ein Achtzylindermotor trieb die Fahrzeuge an. Er hatte 79,25 mm Bohrung und 90,5 mm Hub. Das ergab 3571 cm³ Hubraum. Der Motor war mit 20 Cheval fiscal eingestuft. Die Zylinderabmessungen entsprachen dem Delage Type D.8.85, der allerdings weniger Motorleistung hatte.
Das Fahrgestell hatte vorne 1400 mm und hinten 1350 mm Spurweite. Der Radstand betrug 3340 mm.
Aufbauten als Limousine, Coupé, Cabriolet und Brougham sind überliefert. Das Leergewicht lag bei 1600 kg.

## Stückzahlen und überlebende Fahrzeuge
Peter Jacobs vom Delage Register of Great Britain erstellte im Oktober 2006 eine Übersicht über Produktionszahlen und die Anzahl von Fahrzeugen, die noch existieren. Seine Angaben zu den Bauzeiten weichen in einigen Fällen von den Angaben der Buchautoren ab. Für dieses Modell bestätigt er die Bauzeit von 1934 bis 1935. Von etwa 30 hergestellten Fahrzeugen existieren noch zwei.